# Kulbhushan Kharbanda

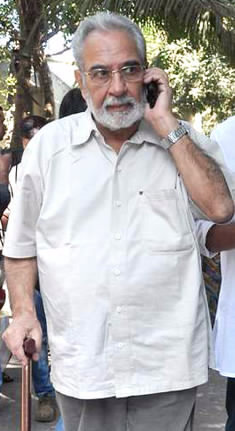
Kulbhushan.Kharbanda

Kulbhushan Kharbanda (Hindi कुलभूषण खरबंदा Kulbhūṣaṇ Kharbandā; * 21. Oktober 1944 in Hasan Abdal, Punjab, Britisch-Indien) ist ein indischer Filmschauspieler.

## Leben
Kulbhushan Kharbanda erwarb seinen Schauspielabschluss am Film and Television Institute of India, der staatlichen Schauspielschule in Pune. Sein Filmdebüt hatte er 1974 in Jadu Ka Shankh. Er zählt neben Naseeruddin Shah, Shabana Azmi, Om Puri und Smita Patil zur Gruppe der Schauspieler des Neuen Indischen Films der 1970er und 1980er Jahre, die sich auch in künstlerisch ambitionierten Filmprojekten engagierten. Mit diesen gemeinsam spielte er in mehreren Filmen Shyam Benegals.
Kharbanda trat in allen drei Filmen von Deepa Mehtas Elemente-Trilogie (Fire (1996), Earth (1998) und Water (2005)) auf. Er spielte seit den 1980er Jahren auch in Mainstream-Produktionen. Für seine Rolle als Schurke Shakal in Ramesh Sippys Shaan (1980) ließ er sich eine Glatze scheren. Er war auch in den im Ausland erfolgreichen Filmen Monsoon Wedding und Lagaan (hier als Raja) zu sehen.

## Filmografie
| - 1974: Jadu Ka Shankh - 1975: Nishant - 1976: Manthan - 1976: Sikandar - 1977: Die Schauspielerin (Bhumika) - 1977: Godhuli - 1979: Junoon - 1979: Sampark - 1979: Solva Sawan - 1980: Bambai Ka Maharaja - 1980: Chann Pardesee - 1980: Gehrayee - 1980: Shaan - 1981: Bulundi - 1981: Das Rad des Glücks (Chakra) - 1981: Kalyug - 1981: Nakhuda - 1981: Shama - 1981: Silsila - 1982: Aparoopa - 1982: Arth - 1982: Prem Rog - 1982: Shakti - 1982: Swami Dada - 1982: Ucha Dar Babe Nanak Da - 1983: Do Gulab - 1983: Ek Baar Chale Aao - 1983: Mandi - 1984: Andhi Gali - 1984: Bandh Honth - 1984: Duniya - 1984: Maan Waan Thandian Chaawaan - 1984: Manzil Manzil - 1984: Utsav - 1985: Bayen Hath Ka Khel - 1985: Geraftaar - 1985: Ghulami - 1985: Lava - 1985: Ram Teri Ganga Maili - 1985: Surkhiyaan - 1985: Trikal - 1985: Zabardast - 1985: Zamana - 1986: Africadalli Sheela - 1986: Ek Chadar Maili Si - 1986: Janbaaz - 1986: Mohabbat Ki Kasam - 1986: New Delhi Times - 1986: Teri Aarzoo - 1987: Jaan Hatheli Pe - 1987: Marte Dam Tak - 1987: Susman - 1987: Uttar Dakshin - 1987: Vishaal - 1988: Hum Farishte Nahin - 1988: Hum To Chale Pardes - 1988: Mera Muqaddar - 1988: Paap Ko Jalaa Kar Raakh Kar Doonga - 1988: Trinetrudu - 1988: Veerana - 1988: Waaris - 1988: Yateem - 1989: Aparanher Alo - 1989: Batwara - 1989: Hathyar - 1989: Joshilaay - 1989: Lahu Ki Awaz - 1989: Main Tera Dushman - 1989: Oonch Neech Beech | - 1990: Aulad Ke Khatir - 1990: Awwal Number - 1990: Ghayal - 1990: Gunahon Ka Devta - 1990: Jeene Do - 1990: Prakope - 1990: Pratibandh - 1990: Pyaar Ka Toofan - 1990: Raeeszada - 1990: Sailaab - 1990: Solah Satra - 1990: Vanchit - 1990: Veeru Dada - 1991: Antarnaad - 1991: Ayee Milan Ki Raat - 1991: Banjaran - 1991: Dastoor - 1991: Farishtay - 1991: Henna - 1991: Jab Pyar Kiya to Darna Kya - 1991: Sam & Me - 1991: Vishnu-Devaa - 1992: Anaam - 1992: Bekhudi - 1992: Jo Jeeta Wohi Sikandar - 1992: Mere Sajana Saath Nibhana - 1992: Sahebzaade - 1992: Sanam Tere Hain Hum - 1992: Siyasat - 1992: Yudhpath - 1993: Antim Nyay - 1993: Damini - Lightning - 1993: Ek Hi Raasta - 1993: Game - 1993: Izzat Ki Roti - 1993: Mahakaal - 1993: Shaktiman - 1994: Aaja Sanam - 1994: Dilbar - 1994: Insaaf Apne Lahoo Se - 1994: Mohra - 1994: Sehme Huye Sitaare - 1994: Tejasvini - 1994: Vaade Iraade - 1995: Andaz (Fernsehserie) - 1995: Angrakshak - 1995: Baazi - 1995: Coolie No. 1 - 1995: Ek Ka Jawab Do - 1995: Kalyug Ke Avtaar - 1995: Maa Ki Mamta - 1995: Param Vir Chakra - 1995: Sarhad: The Border of Crime - 1995: Veergati - 1995: Zameen Aasmaan (Fernsehserie) - 1996: Fire – Wenn Liebe Feuer fängt (Fire) - 1996: Krishna - 1996: Loafer - 1996: Maachis - 1996: Nirbhay - 1997: Allah Meharban To Gadha Pehalwan - 1997: Anyay Hi Anyay - 1997: Char Dham - 1997: Dil Ke Jharoke Main - 1997: Gupt: The Hidden Truth - 1997: Lakha - 1997: Mere Sapno Ki Rani - 1997: Yes Boss - 1997: Zameer: The Awakening of a Soul | - 1997: Border - 1998: Aakrosh: Cyclone of Anger - 1998: Angaaray - 1998: China Gate - 1998: Dildaara - 1998: Earth - 1998: Guru Gobind Singh - 1998: Maharaja - 1998: Major Saab - 1998: Soldier - 1999: Dillagi - 1999: Hote Hote Pyaar Ho Gaya - 1999: Hu Tu Tu - 1999: Mahaul Theek Hai - 1999: Pyaar Koi Khel Nahin - 1999: Teri Mohabbat Ke Naam - 2000: Badal - 2000: Bulandi - 2000: Hera Pheri - 2000: Mela - 2000: Pukar - 2000: Refugee - 2000: Takkar (Fernsehserie) - 2001: Lagaan – Es war einmal in Indien (Lagaan) - 2001: Mitti - 2001: Monsoon Wedding - 2002: Bollywood Hollywood - 2002: Mulaqaat - 2003: Basti - 2003: Chori Chori - 2003: Ek Hindustani - 2003: Hawayein - 2003: Pinjar: Beyond Boundaries... - 2003: Qayamat: City Under Threat - 2003: Taj Mahal: A Monument of Love - 2004: Agni Pankh - 2004: Garv: Pride and Honour - 2004: I Proud to Be an Indian - 2004: Netaji Subhas Chandra Bose: The Forgotten Hero - 2005: Zameer - 2005: Water - 2006: Fight Club: Members Only - 2006: Lage Raho Munna Bhai - 2006: Main Tu Assi Tussi - 2006: Umrao Jaan - 2007: Manorama Six Feet Under - 2008: EMI: Liya Hai To Chukana Padega - 2008: Jodhaa Akbar - 2008: Lakh Pardesi Hoiye - 2008: Ru-Ba-Ru - 2008: Tulsi: Mathrudevobhava - 2009: Aloo Chaat - 2009: Ek: The Power of One - 2009: Kurbaan - 2009: Team: The Force - 2010: Khatta Meetha - 2011: Delhi in a Day - 2011: Fernes Land - 2011: Khushiyaan - 2012: Mitternachtskinder (Midnight's Children) - 2012: Son of Flower - 2013: Saadi Love Story - 2014: Haider - 2014: Kirpaan: The Sword of Honour - 2014: Zed Plus - 2015: Brothers |